# ECCO City Green
Maillots
ECCO City Green est un club botswanais de football basé à Francistown.

## Historique
- 1992 : fondation du club

## Palmarès
- Championnat du Botswana (1)
  - Champion : 2007

- Coupe du Botswana
  - Finaliste : 2007